# Martin Johnson (parapsykolog)
Martin Johnson, egentligen Martin Ulrik Jonsson, född 19 februari 1930 i Malå, död 17 mars 2011 i Lund, var en svensk forskare inom psykologi och parapsykologi. Han var professor i parapsykologi vid universitetet i Utrecht 1971–1986.

## Biografi
Martin Johnson föddes 1930 i Malåliden i den lappländska glesbygden, 25 km nordväst om Malå. Fadern var skogsarbetare och lantbrevbärare. Martin hade en fem år äldre bror och en tvillingbror som dog strax efter födseln.
I trakten fanns mycket vidskepelse. Han mötte människor som menade att de var synska och han tyckte sig själv ha sanndrömmar. Detta väckte tidigt hans intresse för det övernaturliga. Norrsken fascinerade honom också och grundlade ett intresse för astronomi och naturvetenskap. I tonåren läste han en laborantkurs per korrespondens och fick sedan arbete vid Bolidens laboratorier i Skelleftehamn. Som nittonåring flyttade han till Lund för att ta studentexamen på Lunds privata elementarskola, idag Spyken.
Knut Lundmark var vid tiden professor i astronomi vid Lunds universitet. Redan som studerande på Spyken började Martin Johnson att följa hans föreläsningar på universitetet. Efter studentexamen följde astronomistudier vid universitetet och han blev assistent till Lundmark. Johnson skrev senare att Lundmark blev hans viktigaste lärare och att ett far-son-förhållande utvecklades. Lundmark uppmuntrade honom också våga satsa på parapsykologi som forskningsområde.
Vid mitten av 1950-talet gick Johnson över till studier och forskning vid psykologiska institutionen i Lund och disputerade i militärpsykologi på ämnet "Vad konstituerar en god soldat". Han fick också externa uppdrag, bland annat vid Militärpsykologiska institutet i Stockholm. Under 1970- och 1980-talen var han professor i parapsykologi vid universitet i Utrecht i Nederländerna. Han verkade därefter som handledare vid psykologiska institutionen i Lund.

## Parapsykologisk forskning
Martin Johnson hade varit intresserad av övernaturliga fenomen sedan barndomen. Senare tog han intryck av John Björkhem och Olle Holmberg. Björkhem var en svensk pionjär inom parapsykologisk forskning och litteraturvetaren Holmberg intresserade sig också för ämnet.
1956 besökte Johnson universitetet i Utrecht. Wilhelm Tenhaeff innehade där en privat finansierad professur i parapsykologi. Det blev tydligt för Johnson att han och Tenhaeff hade olika synsätt på hur parapsykologisk forskning borde bedrivas. Johnson uppfattade Tenhaeff som i grunden ockultistisk och – till skillnad från Johnson – ointresserad av statistiska analyser. Johnsons behållning av vistelsen blev i stället de omfattande försök han kunde göra med healern Gerhard Croiset. Denne påstods bland annat kunna stämma blod, en förmåga som Johnsons farmor också sades ha haft.
Efter flera vistelser på 1960-talet vid J. B. Rhines parapsykologiska institut vid Duke University i USA kom han att alltmer ägna sig åt parapsykologi. 1971-1972 var han gästprofessor i ämnet vid universitetet i Utrecht i Nederländerna och 1973 utnämndes han till ordinarie professor där. Det blev då Europas första statligt finansierade professur i parapsykologi. Han ägnade sig åt undervisning, metodutveckling och handledning av doktorander. Johnsons intresse för healing bidrog till att en av doktoranderna disputerade på fenomenet. I Utrecht grundade Johnson tidskriften European Journal of Parapsychology. Han satt också i redaktionen för ett par andra tidskrifter i ämnet. 1975-1976 var han ordförande i Parapsychological Association, en sammanslutning av forskare.
När han 1986 lämnade tjänsten upphörde professuren.
Martin Johnsons förhållningssätt till parapsykologi var kritiskt ifrågasättande. Han menade att även psi, parapsykologiska fenomen, måste kunna granskas experimentellt. En inspiratör var vetenskapsfilosofen Karl Popper. Bland forskare var Johnson respekterad också av dem som inte trodde på existensen av psi. Johnson menade att forskningen dittills inte säkert kunnat slå fast att psi existerade men han ansåg att det fanns anledning att tro på vissa fenomen:
- Telepati, prekognition och healing existerar troligen.
- Sanndrömmar finns kanske.
- Husdjur som hundar, katter och hästar har troligen paranormala förmågor.

Samtidigt tog han avstånd från:
- Horoskop och fantastiska berättelser om övernaturliga händelser i veckotidningar.
- Spöken och möten med personer från ”andra sidan”.
- Medier som Saida Anderson och ”trollkarlen från Reeperbahn” (Johnsons uttryck), Uri Geller.

## Populärvetenskap
Martin Johnson hade också en omfattande populärvetenskaplig produktion och skrev många artiklar i Forskning och framsteg, Värld och vetande och andra tidskrifter. Han var under cirka tjugo års tid redaktör för Värld och vetande, en tidskrift grundad av Johnsons mentor Knut Lundmark.
Tillsammans med Örjan Björkhem gav han ut boken Parapsykologi och övertro (1986).